# Каня (Слупецький повіт)
Каня (пол. Kania) — село в Польщі, у гміні Островіте Слупецького повіту Великопольського воєводства.
Населення — 136 осіб (2011).
У 1975-1998 роках село належало до Конінського воєводства.

## Демографія
Демографічна структура станом на 31 березня 2011 року:
|          | Загалом | Допрацездатний вік | Працездатний вік | Постпрацездатний вік |
| -------- | ------- | ------------------ | ---------------- | -------------------- |
| Чоловіки | 66      | 17                 | 43               | 6                    |
| Жінки    | 70      | 24                 | 30               | 16                   |
| Разом    | 136     | 41                 | 73               | 22                   |